# Sportsklubben Brann
Lo Sportsklubben Brann (più spesso abbreviato in SK Brann o Brann) è una società calcistica norvegese con sede nella città di Bergen. Il Brann gioca le sue partite in casa nel Brann Stadion, il quale ha una capienza massima di 17.840 spettatori.

## Storia
Il Brann è storicamente una delle più grandi squadre norvegesi in termini di tifosi e interesse popolare. Da ciò derivano le notevoli aspettative per il club ogni stagione, aspettative che sono state soddisfatte poche volte. Il Brann vinse il suo primo campionato nella stagione 1961-1962 e bissò la vittoria nella stagione 1963, ma negli anni successivi fu tra le pretendenti per il titolo solo nelle stagioni 1974, 1975, 1976, 1990 e 2006.
Ciononostante il Brann non ha mai perso l'interesse dei media norvegesi e la passione per il calcio continua a essere diffusa tra gli abitanti di Bergen. I tifosi sono stati ripagati dal successo in campionato nella stagione 2007, quando il Brann ha preceduto in classifica lo Stabæk di 6 punti, mettendo in bacheca l'agognato titolo nazionale dopo molti anni.
La squadra è stata più volte vincitore e finalista della Coppa di Norvegia e ha raggiunto i quarti di finale della Coppa delle Coppe nella stagione 1996-1997, dove però venne battuto dal Liverpool. Nella Coppa UEFA 2007-2008 fu eliminata ai sedicesimi di finale dall'Everton.

## Cronistoria
| 1998 | ES | 6  | 26 | 9  | 8  | 9  | 44 | 39 | 35 | Semifinalista |    |               |    |             |
| 1999 | ES | 3  | 26 | 16 | 1  | 9  | 45 | 40 | 49 | Finalista     |    |               |    |             |
| 2000 | ES | 2  | 26 | 14 | 5  | 7  | 53 | 40 | 47 | Ottavi        |    |               |    |             |
| 2001 | ES | 7  | 26 | 12 | 5  | 9  | 63 | 48 | 41 | Quarti        |    |               |    |             |
| 2002 | ES | 12 | 26 | 8  | 3  | 15 | 35 | 52 | 27 | Ottavi        |    |               |    |             |
| 2003 | ES | 6  | 26 | 10 | 7  | 9  | 45 | 47 | 37 | Ottavi        |    |               |    |             |
| 2004 | ES | 3  | 26 | 12 | 4  | 10 | 46 | 40 | 40 | Vincitore     |    |               |    |             |
| 2005 | ES | 6  | 26 | 10 | 7  | 9  | 43 | 32 | 37 | Quarti        |    |               |    |             |
| 2006 | ES | 2  | 26 | 14 | 4  | 8  | 39 | 36 | 46 | Ottavi        | CU | Primo turno   |    |             |
| 2007 | ES | 1  | 26 | 17 | 3  | 6  | 59 | 39 | 54 | Ottavi        | CU | Secondo turno |    |             |
| 2008 | ES | 8  | 26 | 8  | 9  | 9  | 36 | 36 | 33 | Ottavi        | CU | Trentaduesimi |    |             |
| 2009 | ES | 5  | 30 | 12 | 8  | 10 | 51 | 49 | 44 | Quarti        | CL | Terzo Turno   | CU | Primo Turno |
| 2010 | ES | 13 | 30 | 8  | 10 | 12 | 48 | 50 | 34 | Primo Turno   |    |               |    |             |
| 2011 | ES | 4  | 30 | 14 | 6  | 10 | 51 | 49 | 48 | Finalista     |    |               |    |             |
| 2012 | ES | 6  | 30 | 13 | 3  | 14 | 57 | 50 | 42 | Semifinalista |    |               |    |             |

## Allenatori e presidenti
L'elenco dei presidenti del Brann è ricavato dal sito ufficiale, così come quello degli allenatori (dal 1946 ad oggi).
| Allenatori - 1938-1939 Karl Geyer - 1946 Thomas Mitchell - 1947 Thomas Mitchell e Billy Cook - 1948 Alf Young - 1949 Aitken e Billy Cook - 1950 Billy Cook - 1951 Billy Cook, Bjarne Osland e Kjell Kjos - 1952 Bjarne Osland e Kjell Kjos - 1953 Bjarne Osland - 1954 Karl Pannagl - 1955 George Ainsley e Oddvar Hansen - 1956-1957 Oddvar Hansen - 1958 Birger Nilsen - 1959 Tivader Szentpéterey - 1960-1963 Oddvar Hansen - 1964 Josef Stroh - 1965-1968 Oddvar Hansen - 1969-1972 Karel Bučko - 1972-1973 Ray Freeman - 1974-1978 Bill Elliott - 1979 Ivar Hoff - 1979 Egil Austbø - 1980-1981 Les Shannon - 1982-1983 Arve Mokkelbost - 1984-1985 Endre Blindheim - 1986-1987 Tony Knapp - 1987 Per Vold - 1988-1990 Teitur Þórðarson - 1991-1992 Kalle Björklund - 1993-1995 Hallvar Thoresen - 1995-1998 Kjell Tennfjord - 1998-1999 Harald Aabrekk - 2000-2002 Teitur Þórðarson - 2003-2008 Mons Ivar Mjelde - 2009-2010 Steinar Nilsen - 2010-2013 Rune Skarsfjord - 2013 Kenneth Mikkelsen - 2014-2015 Rikard Norling - 2015-2020 Lars Arne Nilsen - 2020-2021 Kåre Ingebrigtsen - 2021-oggi Eirik Horneland | Presidenti - 1908 Hans Larsen - 1909 Hj. Negaard - 1910-1911 Christen Gran - 1912 Johan Martens jr. - 1913-1922 Christen Gran - 1923-1924 Bjarne Johnsen - 1925 Godtfred Hanssen - 1926-1927 Gerhard Gran - 1928-1930 Christen Gran - 1931 Godtfred Hanssen - 1932-1933 Hugo Hofstad - 1934-1935 Finn Berstad - 1936-1937 Edvin Ellingsen - 1938-1939 Frithjof Hansen - 1940-1941 Christen Gran - 1942-1944 - 1945 Christen Gran - 1946-1947 Joachim Wiesener - 1948-1949 Odd Rasmussen - 1950-1952 Jacob Berstad - 1953-1956 Audun Frønsdal - 1957-1958 Christen Gran jr. - 1959-1960 Knut Berge - 1961-1963 Kåre Naustdal - 1964-1965 Leiv Sælensminde - 1966-1968 Gunnar Gran - 1969-1971 Harald Hvide - 1972-1973 Ingvard Børhaug - 1974 Kjell Friis-Ottesen - 1975-1978 Walther Solberg - 1979-1980 Ingmar Johansen - 1981-1983 Rolf Wembstad - 1984 Torbjørn Borge - 1985-1986 Svein Sætersdal - 1987-1988 Asbjørn Rognaldsen - 1989 Rolf Birger Pedersen - 1990 Knut Kristiansen - 1991-1992 Magne Revheim - 1993 Knut Kristiansen - 1994-1995 Lambert Wulf - 1996-1998 Lars-Henrik Berge - 1999 Harald Schjelderup - 2000-2001 Harald Andersen - 2002-2008 Magne Revheim - 2009-2010 Hans Brandtun - 2010-2013 Lars Moldestad - 2013-2014 Mette Nora Sætre - 2014-oggi Rolf Barmen |

## Calciatori

### Giocatore dell'anno
- 2000:  Roy Wassberg
- 2001:  Raymond Kvisvik
- 2002:  Tommy Knarvik
- 2003:  Raymond Kvisvik
- 2004:  Ragnvald Soma
- 2005:  Paul Scharner
- 2006:  Håkon Opdal
- 2007:  Thorstein Helstad

## Palmarès

### Competizioni nazionali
- Campionato norvegese: 3

1961-1962, 1963, 2007
- Coppa di Norvegia: 7

1923, 1925, 1972, 1976, 1982, 2004, 2022-2023

### Competizioni giovanili
- Norgesmesterskapet G19: 7

1954, 1958, 1959, 1975, 1980, 1989, 2024
- Norgesmesterskapet G16: 1

2010

### Altri piazzamenti
- Campionato norvegese:

Secondo posto: 1951-1952, 1975, 1997, 2000, 2006, 2023, 2024
Terzo posto: 1976, 1999, 2004, 2018
- Coppa di Norvegia:

Finalista: 1917, 1918, 1950, 1978, 1987, 1988, 1995, 1999
Semifinalista: 1921, 1924, 1952, 1961, 1967, 1974, 1979, 1980, 1984, 1990, 1993, 1998, 2012
- Supercoppa di Norvegia:

Finalista: 2017
- 1. divisjon:

Secondo posto: 2015
- Coppa delle Coppe:

Quarti di finale: 1996-1997
- UEFA Fair Play ranking: 3

1996-1997, 2001-2002, 2005-2006

## Statistiche e record

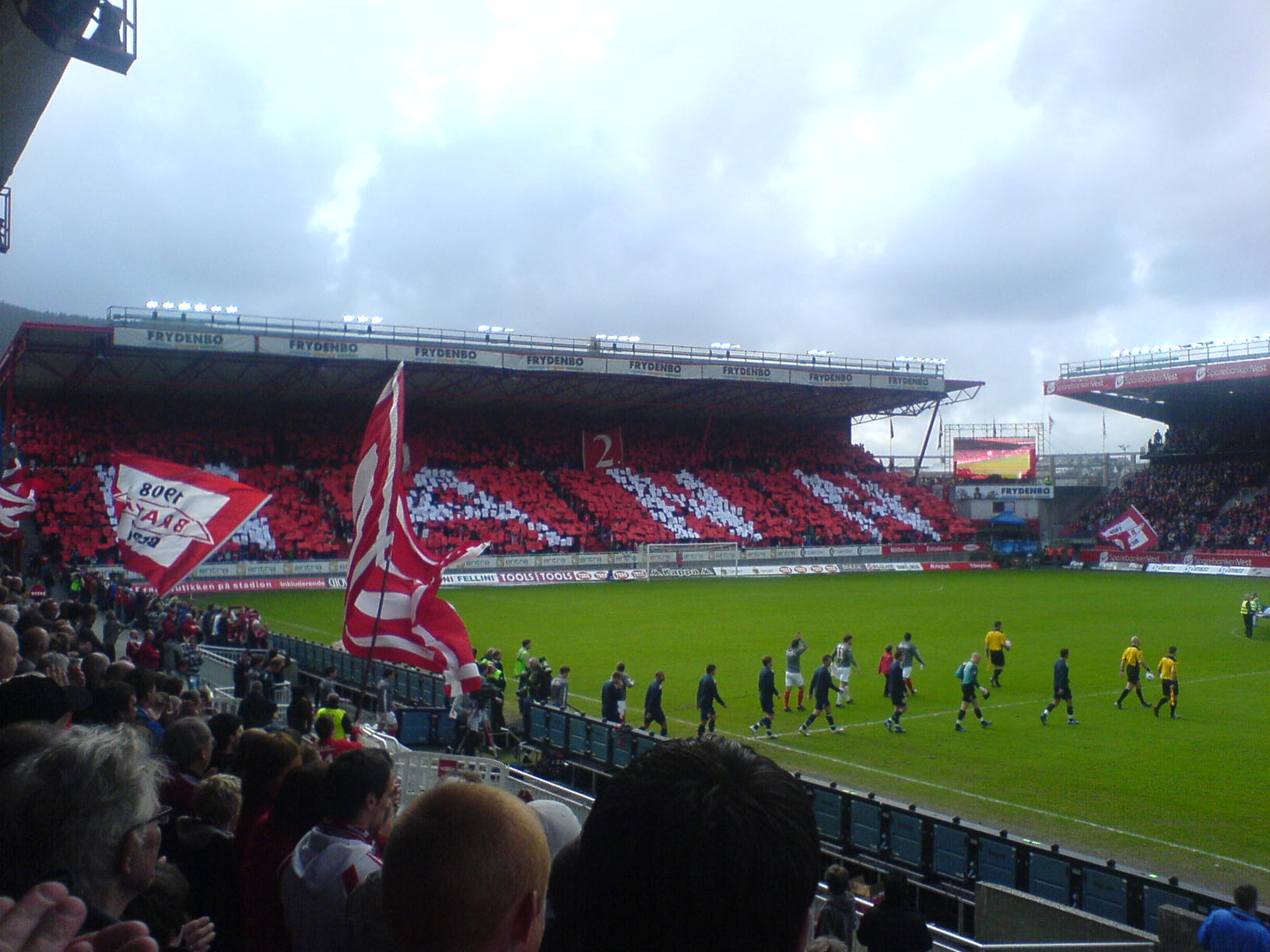
Brann-Strømsgodset 3-1 del 16 aprile 2007

- Miglior vittoria in casa: 11-0 vs Vard Haugesund, 25 giugno 1997
- Miglior vittoria in trasferta: 9-0 vs Åkra I.L., 5 maggio 2004
- Peggior sconfitta in casa: 0-7 vs F.C. Lyn Oslo, 8 agosto 1964
- Peggior sconfitta in trasferta: 0-10 vs Rosenborg B.K., 5 maggio 1996
- Pubblico più numeroso al "Brann Stadion": 24.800 vs Fredrikstad F.K., 1º ottobre 1961
- Pubblico più numeroso della stagione 2006/2007: 16.707
- Giocatore con più presenze in totale: 557, Tore Nordtvedt 1963-1979
- Giocatore con più presenze in campionato: 305, Tore Nordtvedt
- Maggior numero di reti in totale: 245, Rolf Birger Pedersen 1957-1972
- Maggior numero di reti in campionato: 90, Rolf Birger Pedersen 1957-1972

### Primatisti di presenze e gol in partite ufficiali
Aggiornato il 7 gennaio 2011.
| #  | Nome                 | Periodo             | Presenze |
| -- | -------------------- | ------------------- | -------- |
| 1  | Tore Nordtvedt       | 1963–1979           | 398      |
| 2  | Geirmund Brendesæter | 1991–2003           | 335      |
| 3  | Erlend Hanstveit     | 1998–2008           | 278      |
| 4  | Roy Wassberg         | 1989–1993 1998-2004 | 250      |
| 5  | Arne Møller          | 1979–1988           | 248      |
| 6  | Helge Karlsen        | 1967–1979           | 237      |
| 7  | Cato Guntveit        | 1995–1999 2003-2010 | 235      |
| 8  | Håkon Opdal          | 2001–               | 229      |
| 9  | Neil MacLeod         | 1975–1983           | 227      |
| 10 | Rolf Birger Pedersen | 1957–1968 1972      | 226      |

| #  | Nome                 | Periodo             | Goal |
| -- | -------------------- | ------------------- | ---- |
| 1  | Rolf Birger Pedersen | 1957–1968 1972      | 132  |
| 2  | Gunnar Skagen        | 1945–1956           | 120  |
| 3  | Thorstein Helstad    | 1998-2002 2006-2008 | 104  |
| 4  | Steinar Aase         | 1973–1978           | 93   |
| 5  | Bjørn Tronstad       | 1974–1982           | 90   |
| 6  | Roald Jensen         | 1960–1964 1971-1973 | 86   |
| 7  | Mons Ivar Mjelde     | 1989–1990 1996-2001 | 72   |
| 8  | Jan Erik Osland      | 1964–1975           | 70   |
| 8  | Robbie Winters       | 2002–2008           | 70   |
| 10 | Roald Paulsen        | 1956–1964           | 68   |

## Organico

### Rosa 2025
Aggiornata al 22 luglio 2025.
| N. |                      | Ruolo | Calciatore               |
| -- | -------------------- | ----- | ------------------------ |
| 1  | Norvegia (bandiera)  | P     | Mathias Dyngeland        |
| 3  | Norvegia (bandiera)  | D     | Fredrik Pallesen Knudsen |
| 5  | Norvegia (bandiera)  | C     | Sakarias Opsahl          |
| 6  | Danimarca (bandiera) | D     | Japhet Sery Larsen       |
| 7  | Danimarca (bandiera) | A     | Mads Hansen              |
| 8  | Norvegia (bandiera)  | C     | Felix Myhre              |
| 9  | Cile (bandiera)      | A     | Niklas Castro            |
| 10 | Danimarca (bandiera) | C     | Emil Kornvig             |
| 11 | Norvegia (bandiera)  | A     | Bård Finne               |
| 12 | Norvegia (bandiera)  | P     | Martin Børsheim          |
| 14 | Norvegia (bandiera)  | A     | Ulrik Mathisen           |
| 15 | Norvegia (bandiera)  | D     | Jonas Torsvik            |
| 17 | Norvegia (bandiera)  | D     | Joachim Soltvedt         |

| N. |                      | Ruolo | Calciatore              |
| -- | -------------------- | ----- | ----------------------- |
| 18 | Danimarca (bandiera) | C     | Jakob Sørensen          |
| 19 | Islanda (bandiera)   | C     | Eggert Aron Guðmundsson |
| 21 | Belgio (bandiera)    | D     | Denzel De Roeve         |
| 22 | Islanda (bandiera)   | A     | Sævar Atli Magnússon    |
| 23 | Norvegia (bandiera)  | D     | Thore Baardsen Pedersen |
| 24 | Norvegia (bandiera)  | P     | Mathias Klausen         |
| 25 | Norvegia (bandiera)  | C     | Niklas Wassberg         |
| 26 | Norvegia (bandiera)  | D     | Eivind Helland          |
| 27 | Norvegia (bandiera)  | C     | Mads Sande              |
| 32 | Norvegia (bandiera)  | A     | Markus Haaland          |
| 41 | Norvegia (bandiera)  | C     | Lars Remmem             |
| 43 | Norvegia (bandiera)  | D     | Rasmus Holten           |